# Sigmund Ullmann
Sigmund Ullmann (geboren 30. Juli 1854 in Osterberg; gestorben 19. September 1942 im Ghetto Theresienstadt) war ein deutscher Bankier, Kommunalpolitiker und langjähriger Vorsitzender der kleinen Jüdischen Gemeinde in Kempten.

## Leben
Der spätere Bankier war eines von fünf Kindern von Liebmann Ullmann (1812–1890) und Karolina Ullmann (1820–1899, geborene Hirsch). Seine Familie zog schrittweise aus Osterberg über Memmingen nach Kempten. Im Jahr 1877 trat der 23-jährige Sigmund Ullmann in das Bankhaus seiner beiden Brüder Hermann und Nathan ein. Eine Hälfte des Ponikauhauses am Rathausplatz in Kempten wurde von den Brüdern 1866 erworben. 1902 wurde er von der Stadt Kempten aufgefordert, das Bürgerrecht zu erwerben. Ullmann war alleinstehend und lebte in seinem Haus an der Immenstädter Straße.

### Kommunalpolitiker und Finanzberater
Als Magistratsrat war Ullmann von 1912 bis 1919 kommunalpolitisch tätig. Damit war er auch der erste Jude in dieser Position überhaupt. 1922 bis 1924 saß er für den Bürgerverein im Stadtrat. Er wirkte auch als Finanzberater für den autoritären Bürgermeister Otto Merkt, welcher später der NSDAP beitrat und sich als Rassenhygieniker profilierte. So ist Ullmanns Unterschrift auf Kemptener Notgeld aus der Inflationszeit enthalten. Weiter bekleidete Ullmann eine Reihe Ehrenämter in Kempten.
1929 gab Ullmann seine Tätigkeit im Finanzausschuss aus Altersgründen auf. Der Stadtrat ehrte ihn mit einem „öffentlichen Beschluß“. In diesem wird Ullmann als „kluger Rat“ bezeichnet und seine „wertvollsten Dienste“ werden hervorgehoben. Auch seine Tätigkeit nach dem Ersten Weltkrieg für die Sparkasse Kempten sei mit seinem Namen für alle Zeiten verbunden.

### Entrechtung im Nationalsozialismus
Mit dem NS-Staat und der einhergehenden Diktatur wurde Ullmann zunehmend gedemütigt, obwohl 1929 noch in höchsten Tönen von ihm gesprochen worden war. Ullmann musste erleben, wie Josef Rottenkolber in der Fortsetzung der Reihe Geschichte des Allgäus von Franz Ludwig Baumann die Juden in Kempten diskreditierte. Diese Diskreditierungen wurden auch in der Nachkriegszeit (1951, 1973) unverändert in neuen Auflagen abgedruckt.
Die jüdische Gemeinde leitete Ullmann seit 1914. War sie zunächst als öffentlich-rechtliche Körperschaft aktiv, verlor sie diesen Status nach der Machtergreifung durch die Nationalsozialisten. Zunächst liefen die Aktivitäten der jüdischen Gemeinschaft, nun degradiert zum eingetragener Verein, fort.
Sein Wohnhaus in der Immenstädter Straße wurde enteignet, sein Vermögen ebenso. Sein Haus wurde zum „Judenhaus“ deklariert, wo die verbliebenen Kemptener Juden zu wohnen hatten. Ullmann wurde während der NS-Zeit dennoch regelmäßig von Otto Merkt besucht, auch im Judenhaus. In dem Anwesen versteckte Ullmann heilige Gegenstände des Judentums aus dem Betsaal im Landhaus. Die Objekte wurden während einer Durchsuchung des Judenhauses gefunden und wurden versteigert. Merkt erwarb die Gegenstände und übergab sie dem Museum in Kempten.

### Deportation
Im Alter von 88 Jahren erhielt Ullmann die Nachricht, bald in ein Konzentrationslager deportiert zu werden. Merkt gab später an, er habe mit der Gestapo in Augsburg telefoniert, um dies zu verhindern. Er sei, laut seinem Tagebuch, am Tag der Deportation am Fernverkehrshalt Kempten-Hegge anwesend gewesen.
Sigmund Ullmann wurde am 18. August 1942 von München ins Ghetto Theresienstadt deportiert, wo er am 19. September 1942 verstarb. Die NS-Ghettoverwaltung notierte in der Todesfallanzeige als Ursache Marasmus, Altersschwäche.

## Orte der Erinnerung
Der Grabstein seiner Eltern und weiterer Familienangehöriger ist auf dem Jüdischen Friedhof in Kempten erhalten. Der Platz vor dem Müßiggengelzunfthaus in der Altstadt wurde zur Erinnerung und Ehrung 1997 Sigmund-Ullmann-Platz benannt. 2010 verlegte Gunter Demnig vor Ullmanns Haus in der Immenstädter Straße einen Stolperstein, siehe auch Liste der Stolpersteine in Kempten (Allgäu).

## Foto
- Sigmund Ullmann, auf einem Bildausschnitt, bei Alemannia Judaica